# Salcia (gmina w okręgu Prahova)
Salcia – gmina w Rumunii, w okręgu Prahova. Obejmuje tylko jedną miejscowość Salcia. W 2011 roku liczyła 1171 mieszkańców.